# Allochrocebus
Allochrocebus ist eine afrikanische Primatengattung aus der Gruppe der Meerkatzenverwandten (Cercopithecidae) mit drei Arten.

## Merkmale
Allochrocebus-Arten sind relativ große, langbeinige Meerkatzenartige mit Kopf-Rumpf-Längen von 45 bis 68 cm, Schwanzlängen von 46 bis 80 cm und einem Gewicht von 3 bis 10 kg. Weibchen bleiben stets kleiner und erreichen nur etwa 60 % des Gewichtes der Männchen, die sich auch durch ihre besonders starken Eckzähne von den Weibchen unterscheiden. Ein Geschlechtsdimorphismus hinsichtlich der Fellfärbung ist kaum vorhanden. Allochrocebus-Arten sind überwiegend dunkel gefärbt mit schwarzen, grauen und rostroten Fellpartien und einem weißen bis hellgrauen Bart. Der Schädel ähnelt dem der eigentlichen Meerkatzen (Cercopithecus), das Postcranialskelett (der dem Schädel nachfolgende Bereich des Skeletts) zeigt allerdings einige Unterschiede zum Skelett dieser Gattung. So sind die Gelenke von Armen und Beinen in Anpassung an ein mehr terrestrisches Leben stabiler, damit aber auch weniger beweglich als die der eigentlichen Meerkatzen.

## Lebensweise
Zwei der drei Allochrocebus-Arten leben in Bergwäldern, die andere im Tieflandregenwald. Sie bilden kleine Gruppen von zwei bis zwölf Tieren. Diese bestehen aus einem ausgewachsenen Männchen und einem oder mehreren Weibchen und ihren Jungen. Die Nahrung umfasst zu einem großen Teil (mehr als 78 % bei der Östlichen Vollbartmeerkatze) niedrig wachsende Pflanzen und muss deshalb am Boden gesucht werden. Zu den Fressfeinden der Allochrocebus-Arten zählen Leopard und Afrikanische Goldkatze.

## Arten
In die Gattung Allochrocebus werden gegenwärtig (Stand: Februar 2015) drei Arten gestellt:
- Die Östliche Vollbartmeerkatze (Allochrocebus lhoesti), die in Bergwäldern im Osten der Demokratischen Republik Kongo, in Uganda, Ruanda und Burundi vorkommt.
- Die Westliche Vollbart- oder Preuss-Meerkatze (Allochrocebus preussi), die im südwestlichen Kamerun in der Nähe des Kamerunberges, dem Bamenda-Hochland, dem nigerianischen Obudu-Plateau, sowie auf der Insel Bioko lebt.
- Die Sonnenschwanzmeerkatze (Allochrocebus solatus), deren Verbreitungsgebiet auf den Tieflandregenwald zwischen Ogooué und Ngounié in Gabun beschränkt ist.

## Systematik
Allochrocebus wurde 1912 durch den US-amerikanischen Zoologen Daniel Giraud Elliot als Untergattung der eigentlichen Meerkatzen (Cercopithecus) aufgestellt. In späteren Arbeiten zur Meerkatzensystematik wurden keine Untergattung mehr verwendet, die drei Arten aber als lhoesti-Gruppe innerhalb der Gattung Cercopithecus zusammengefasst. Phylogenetische Untersuchungen zeigen jedoch, dass sie näher mit den Grünen Meerkatzen (Chlorocebus) und den Husarenaffen (Erythrocebus) verwandt sind, als mit den Meerkatzen der Gattung Cercopithecus. In neueren Systematiken wird deshalb Allochrocebus als Gattungsname für die drei Arten verwendet.
Das folgende Kladogramm zeigt die Stellung von Allochrocebus innerhalb der Meerkatzenartigen:

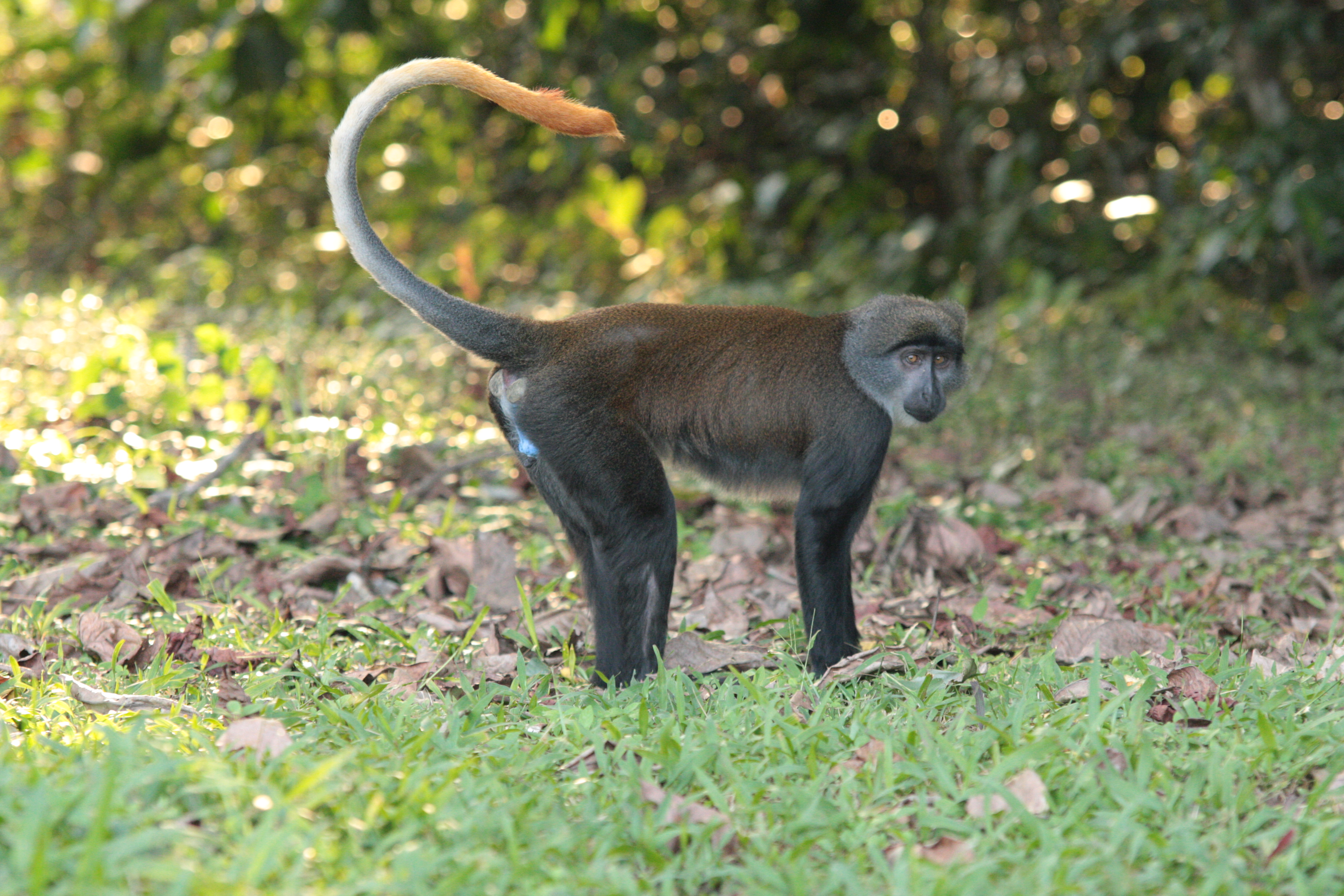
Sonnenschwanzmeerkatze
(Allochrocebus solatus)

|  | \| \| Grüne Meerkatzen (Chlorocebus) \| \| \| \| \| \| Husarenaffen (Erythrocebus) \| \| \| \| |
|  |                                                                                                |
|  | Allochrocebus                                                                                  |
|  |                                                                                                |
|  | Grüne Meerkatzen (Chlorocebus)                                                                 |
|  |                                                                                                |
|  | Husarenaffen (Erythrocebus)                                                                    |
|  |                                                                                                |

|  | Grüne Meerkatzen (Chlorocebus) |
|  |                                |
|  | Husarenaffen (Erythrocebus)    |
|  |                                |

|  | \| \| Grüne Meerkatzen (Chlorocebus) \| \| \| \| \| \| Husarenaffen (Erythrocebus) \| \| \| \| |
|  |                                                                                                |
|  | Allochrocebus                                                                                  |
|  |                                                                                                |
|  | Grüne Meerkatzen (Chlorocebus)                                                                 |
|  |                                                                                                |
|  | Husarenaffen (Erythrocebus)                                                                    |
|  |                                                                                                |

|  | Grüne Meerkatzen (Chlorocebus) |
|  |                                |
|  | Husarenaffen (Erythrocebus)    |
|  |                                |

|  | \| \| Grüne Meerkatzen (Chlorocebus) \| \| \| \| \| \| Husarenaffen (Erythrocebus) \| \| \| \| |
|  |                                                                                                |
|  | Allochrocebus                                                                                  |
|  |                                                                                                |
|  | Grüne Meerkatzen (Chlorocebus)                                                                 |
|  |                                                                                                |
|  | Husarenaffen (Erythrocebus)                                                                    |
|  |                                                                                                |

|  | Grüne Meerkatzen (Chlorocebus) |
|  |                                |
|  | Husarenaffen (Erythrocebus)    |
|  |                                |

|  | \| \| Grüne Meerkatzen (Chlorocebus) \| \| \| \| \| \| Husarenaffen (Erythrocebus) \| \| \| \| |
|  |                                                                                                |
|  | Allochrocebus                                                                                  |
|  |                                                                                                |
|  | Grüne Meerkatzen (Chlorocebus)                                                                 |
|  |                                                                                                |
|  | Husarenaffen (Erythrocebus)                                                                    |
|  |                                                                                                |

|  | Grüne Meerkatzen (Chlorocebus) |
|  |                                |
|  | Husarenaffen (Erythrocebus)    |
|  |                                |

|  | \| \| Grüne Meerkatzen (Chlorocebus) \| \| \| \| \| \| Husarenaffen (Erythrocebus) \| \| \| \| |
|  |                                                                                                |
|  | Allochrocebus                                                                                  |
|  |                                                                                                |
|  | Grüne Meerkatzen (Chlorocebus)                                                                 |
|  |                                                                                                |
|  | Husarenaffen (Erythrocebus)                                                                    |
|  |                                                                                                |

|  | Grüne Meerkatzen (Chlorocebus) |
|  |                                |
|  | Husarenaffen (Erythrocebus)    |
|  |                                |

|  | \| \| Grüne Meerkatzen (Chlorocebus) \| \| \| \| \| \| Husarenaffen (Erythrocebus) \| \| \| \| |
|  |                                                                                                |
|  | Allochrocebus                                                                                  |
|  |                                                                                                |
|  | Grüne Meerkatzen (Chlorocebus)                                                                 |
|  |                                                                                                |
|  | Husarenaffen (Erythrocebus)                                                                    |
|  |                                                                                                |

|  | Grüne Meerkatzen (Chlorocebus) |
|  |                                |
|  | Husarenaffen (Erythrocebus)    |
|  |                                |

|  | \| \| Grüne Meerkatzen (Chlorocebus) \| \| \| \| \| \| Husarenaffen (Erythrocebus) \| \| \| \| |
|  |                                                                                                |
|  | Allochrocebus                                                                                  |
|  |                                                                                                |
|  | Grüne Meerkatzen (Chlorocebus)                                                                 |
|  |                                                                                                |
|  | Husarenaffen (Erythrocebus)                                                                    |
|  |                                                                                                |

|  | Grüne Meerkatzen (Chlorocebus) |
|  |                                |
|  | Husarenaffen (Erythrocebus)    |
|  |                                |

|  | \| \| Grüne Meerkatzen (Chlorocebus) \| \| \| \| \| \| Husarenaffen (Erythrocebus) \| \| \| \| |
|  |                                                                                                |
|  | Allochrocebus                                                                                  |
|  |                                                                                                |
|  | Grüne Meerkatzen (Chlorocebus)                                                                 |
|  |                                                                                                |
|  | Husarenaffen (Erythrocebus)                                                                    |
|  |                                                                                                |

|  | Grüne Meerkatzen (Chlorocebus) |
|  |                                |
|  | Husarenaffen (Erythrocebus)    |
|  |                                |